# 让尼娜·奇科尼尼
让尼娜·奇科尼尼（德語：Jeanine Cicognini，1986年11月14日—），前瑞士女子羽毛球運動員，2014年開始代表意大利參加比賽。

## 生平
2008年，让尼娜·奇科尼尼代表瑞士出戰北京奥运会羽毛球女子單打比賽，在首圈擊敗葡萄牙的選手安娜·莫拉晉身第二圈，最後以0比2（10-21、13-21）負於加拿大的安娜·赖斯出局。
2012年4月，让尼娜·奇科尼尼在參加印度羽毛球超級賽後短暫停止比賽。
2014年3月，让尼娜·奇科尼尼復出參加國際比賽，代表國家改為意大利。年內，她先後贏得吉拉爾迪拉羽毛球賽、拉各斯國際挑戰賽、毛里裘斯國際賽及危地馬拉國際賽女子單打冠軍。
2015年8月，奇科尼尼參加印尼雅加達舉行的世界羽毛球錦標賽，出戰女子單打項目，首圈就以0比2（13-21、8-21）不敵馬來西亞的鄭清憶出局。

## 主要比賽成績
只列出曾進入準決賽的國際賽事成績：
| 年份   | 賽事                         | 公開賽級別 | 項目     | 成績   |
| ------ | ---------------------------- | ---------- | -------- | ------ |
| 2005年 | 歐洲青年羽毛球錦標賽         | 其他       | 女子單打 | 亞軍   |
| 2009年 | 捷克羽毛球國際賽             | 國際挑戰賽 | 女子單打 | 亞軍   |
| 2009年 | 匈牙利羽毛球國際賽           | 國際系列賽 | 女子單打 | 冠軍   |
| 2009年 | 蘇格蘭羽毛球國際賽           | 國際挑戰賽 | 女子單打 | 準決賽 |
| 2009年 | 印度羽毛球大獎賽             | 大獎賽     | 女子單打 | 準決賽 |
| 2011年 | 西班牙羽毛球公開賽           | 國際挑戰賽 | 女子單打 | 準決賽 |
| 2011年 | 立陶宛羽毛球公開賽           | 國際系列賽 | 女子單打 | 準決賽 |
| 2011年 | 瑞士羽毛球國際賽             | 國際挑戰賽 | 女子單打 | 準決賽 |
|        |                              |            |          |        |
| 2014年 | 吉拉爾迪拉羽毛球賽           | 國際系列賽 | 女子單打 | 冠軍   |
| 2014年 | 拉各斯羽毛球國際挑戰賽       | 國際挑戰賽 | 女子單打 | 冠軍   |
| 2014年 | 毛里裘斯羽毛球國際賽         | 國際系列賽 | 女子單打 | 冠軍   |
| 2014年 | 危地馬拉羽毛球國際賽         | 國際挑戰賽 | 女子單打 | 冠軍   |
| 2015年 | 南方共同市場羽毛球國際挑戰賽 | 國際挑戰賽 | 女子單打 | 準決賽 |
| 2015年 | 千里達及托巴哥羽毛球國際賽   | 國際系列賽 | 女子單打 | 亞軍   |
| 2015年 | 墨西哥羽毛球國際賽           | 國際系列賽 | 女子單打 | 準決賽 |
| 2015年 | 哥倫比亞羽毛球國際賽         | 國際系列賽 | 女子雙打 | 冠軍   |
| 2015年 | 新喀里多尼亞羽毛球國際賽     | 國際系列賽 | 女子單打 | 冠軍   |
| 2015年 | 波多黎各羽毛球國際系列賽     | 國際系列賽 | 女子單打 | 亞軍   |
| 2015年 | 贊比亞羽毛球國際賽           | 國際系列賽 | 女子單打 | 準決賽 |
| 2015年 | 南非羽毛球國際賽             | 國際系列賽 | 女子單打 | 準決賽 |
| 2016年 | 美國羽毛球國際賽             | 國際系列賽 | 女子單打 | 冠軍   |
| 2016年 | 牙買加羽毛球國際賽           | 國際系列賽 | 女子單打 | 冠軍   |
| 2016年 | 大溪地羽毛球國際挑戰賽       | 國際挑戰賽 | 女子單打 | 準決賽 |

| 2007-2017年 | 首要超級賽 | 超級賽 | 黃金大獎賽 | 大獎賽 | 國際挑戰賽 | 國際系列賽 | 未來系列賽 | 其他 |

| 2018-2026年 | 總決賽 | 超級1000賽 | 超級750賽 | 超級500賽 | 超級300賽 | 超級100賽 | 國際挑戰賽 | 國際系列賽 | 未來系列賽 | 其他 |

### 奧運會和世錦賽參賽紀錄
|          | 搭檔            | 2005 | 2006 | 2007 | 2008 | 2009        | 2010 | 2011 | 2012 | 2013 | 2014 | 2015 | 2016       |
| -------- | --------------- | ---- | ---- | ---- | ---- | ----------- | ---- | ---- | ---- | ---- | ---- | ---- | ---------- |
| 女子單打 | －              | 64強 | 64強 | 64強 | 32強 | 64強        | 64強 | 48強 | －   | －   | －   | 48強 | 小組第三名 |
|          |                 |      |      |      |      |             |      |      |      |      |      |      |            |
| 女子雙打 | 萨布丽娜·贾奎特 | －   | －   | －   | －   | 48強 (退賽) | －   | －   | －   | －   | －   | －   | －         |